# 네니콘-그라이펜제역
네니콘-그라이펜제역(Nänikon-Greifensee)은 스위스 취리히주의 기차역이다. 그것은 우스터의 지자체에 있는 네니콘의 마을과 그라이펜제의 마을 사이에 위치해 있다. 역은 발리젤렌-우스터-라퍼스빌선에 있으며, 취리히 S-반 노선 S9 및 S14가 운행된다.